# 이문어린이도서관
이문어린이도서관은 서울특별시 동대문구의 도서관이다. 2013년 11월 29일 개관하였다.

## 연혁
- 2013년 11월 29일 개관

## 시설 현황
- 2층 아동자료실
- 1층 영·유아, 일반 자료실

## 이용 안내
이용 시간
- 매주 화~일요일 10:00~18:00

휴관일
- 매주 월요일
- 일요일을 제외한 법정 공휴일
- 도서관 사정에 의한 임시 휴관일